# Christel Fiebiger
Christel Fiebiger (* 29. Dezember 1946 in Uenze, Landkreis Westprignitz) ist eine deutsche Politikerin (SED, PDS, Die Linke). Sie war Mitglied des Brandenburgischen Landtags und des Europäischen Parlaments.

## Leben
Nach dem Abschluss der 10. Klasse machte Fiebiger eine Berufsausbildung zum Facharbeiter für Rinderzucht. Von 1964 bis 1967 besuchte sie die Fachschule für Landwirtschaft in Güstrow-Bockhorst. Danach war sie in der LPG Groß Lüben und Glövzin tätig. Anschließend nahm sie ein Studium an der LPG-Hochschule in Meißen auf, welches sie als Diplom-Agrarökonomin abschloss. Von 1971 bis 1982 war sie Leiterin der LPG Premslin. 1989 wurde sie Vorsitzende der LPG Groß Warnow, der heutigen Produktionsagrargenossenschaft e. G.
Fiebiger ist verheiratet und hat zwei Kinder.

## Politik
1969 trat Fiebiger in die SED ein. Seit 1968 war sie Mitglied des Rates für Land- und Nahrungsgüterwirtschaft beim Rat des Kreises Perleberg, ab 1982 als stellvertretende Vorsitzende. Daneben war sie von 1974 bis 1982 Mitglied der Premsliner Gemeindevertretung und von 1984 bis 1990 Kreistagsabgeordnete. Von 1990 bis 1999 gehörte sie für die PDS dem Landtag von Brandenburg an. Dort war sie Vorsitzende des Ausschusses für Ernährung, Landwirtschaft und Forsten und ab 1994 Mitglied des Ausschusses für Haushaltskontrolle. Zudem war sie Agrarpolitische Sprecherin der PDS-Fraktion.
1999 wurde Fiebiger ins Europäische Parlament gewählt, wodurch sie aus dem Landtag ausschied. Dort gehörte sie der Konföderalen Fraktion der Vereinigten Europäischen Linken/Nordische Grüne Linke an. Sie wurde Mitglied im Ausschuss für Landwirtschaft und ländliche Entwicklung, Mitglied im nicht ständigen Ausschuss für Maul- und Klauenseuche sowie Stellvertretendes Mitglied im Ausschuss für Umweltfragen, Volksgesundheit und Verbraucherpolitik. 2004 schied sie aus dem Europaparlament aus.